# 竹内良三郎
竹内 良三郎（たけうち りょうざぶろう、1891年（明治24年）11月24日 - 1984年（昭和59年）11月1日）は、松商学園短期大学第3代学長。
法学者、経済学者として長く大学教員の職にあったが、「学究というよりは行政官として活躍」したと評されている。

## 経歴
長野県松本市生まれ。旧制松本中学（長野県松本深志高等学校）、第四高等学校を経て、東京帝国大学法科大学政治学科に進み、1917年に卒業、宝田石油に入社し、1919年に日本製粉に転職した。
1920年に第五高等学校教授となり、教員として法制・経済を講じるとともに、生徒監兼舎監となった。当時は、校友会誌『龍南』に小説などを寄稿したこともあった。
1927年に東京帝国大学農学部助教授となり、1928年には学生主事、1929年の学生課新設に際して初代の学生課長となって、滝川事件前後の左翼学生の処分などに対処した。1940年9月に大学を病気退職して、大日本航空機技術協会常務理事に転じた。
戦後は、大分経済専門学校（大分大学経済学部の前身）、埼玉師範学校（埼玉大学教育学部の前身のひとつ）の校長を経て、1948年から1949年にかけて第五高等学校第13代校長を務めた後、1949年に松本高等学校 (旧制)の最後となる第9代校長となり、同時に、新設された信州大学の教授、文理学部長となった。
1957年に信州大学を定年退官し、松商学園短期大学教授となった。学長だった糸魚川祐三郎が1967年に急逝した後、学長への就任を学内から懇願され、当初は高齢を理由に固辞したものの、同窓会などの強い要請を受けて、1968年4月に第3代学長となり、2年間在任した。